# Lagleygeolle
Lagleygeolle é uma comuna francesa na região administrativa da Nova Aquitânia, no departamento de Corrèze. Estende-se por uma área de 19,54 km². Em 2010 a comuna tinha 230 habitantes (densidade: 11,8 hab./km²).